# Félicien Ntambue Kasembe
Félicien Ntambue Kasembe (Kabinda, 8 settembre 1970) è un arcivescovo cattolico della Repubblica Democratica del Congo, dal 19 marzo 2024 arcivescovo metropolita di Kananga.

## Biografia
È nato a Kabinda l'8 settembre 1970.

### Formazione e ministero sacerdotale
Dopo aver compiuto gli studi secondari di biologia e chimica a Kabinda, è entrato nella Congregazione del Cuore Immacolato di Maria nel 1990, emettendo i voti perpetui nel 1996. 
Dopo essere stato ordinato presbitero il 12 agosto 2001 dal vescovo di Kabinda Valentin Masengo Mkinda, ha conseguito un master in diritti umani in Belgio. Nel 2016 è stato eletto per la seconda volta delegato della provincia di Kinshasa al capitolo generale della congregazione. È stato delegato dell'Africa alla commissione generale precapitolare della congregazione.
Nel giugno 2017 è stato eletto consigliere generale della congregazione a Roma. È anche avvocato presso la Corte d'appello di Kinshasa.

### Ministero episcopale
Il 23 luglio 2020 papa Francesco lo ha nominato vescovo di Kabinda. Ha ricevuto l'ordinazione episcopale il 27 settembre successivo dall'arcivescovo di Mbandaka-Bikoro Ernest Ngboko Ngombe, co-consacranti l'arcivescovo di Kananga Marcel Madila Basanguka e il vescovo di Kasongo Placide Lubamba Ndjibu.
Il 19 marzo 2024 papa Francesco lo ha promosso arcivescovo metropolita di Kananga, di cui ricopriva già il ruolo di amministratore apostolico dal 2022. Il 19 maggio successivo ha preso possesso dell'arcidiocesi.

## Genealogia episcopale
La genealogia episcopale è:
- Cardinale Scipione Rebiba
- Cardinale Giulio Antonio Santori
- Cardinale Girolamo Bernerio, O.P.
- Arcivescovo Galeazzo Sanvitale
- Cardinale Ludovico Ludovisi
- Cardinale Luigi Caetani
- Cardinale Ulderico Carpegna
- Cardinale Paluzzo Paluzzi Altieri degli Albertoni
- Papa Benedetto XIII
- Papa Benedetto XIV
- Papa Clemente XIII
- Cardinale Enrico Benedetto Stuart
- Papa Leone XII
- Cardinale Chiarissimo Falconieri Mellini
- Cardinale Camillo Di Pietro
- Cardinale Mieczysław Halka Ledóchowski
- Cardinale Jan Maurycy Paweł Puzyna de Kosielsko
- Arcivescovo Józef Bilczewski
- Arcivescovo Bolesław Twardowski
- Arcivescovo Eugeniusz Baziak
- Papa Giovanni Paolo II
- Vescovo Louis Nkinga Bondala, C.I.C.M.
- Arcivescovo Ernest Ngboko Ngombe, C.I.C.M.
- Arcivescovo Félicien Ntambue Kasembe, C.I.C.M.